# Pyrrhula
A Pyrrhula a madarak osztályának verébalakúak (Passeriformes) rendjébe a pintyfélék (Fringillidae) családjába tartozó nem.

## Rendszerezésük
A nemet Mathurin Jacques Brisson francia zoológus írta le 1760-ban, az alábbi fajok tartoznak ide:
- narancsszínű süvöltő (Pyrrhula aurantiaca)
- álarcos süvöltő (Pyrrhula erythaca)
- tajvani süvöltő (Pyrrhula owstoni), korábban (Pyrrhula erythaca owstoni)
- vörösfejű süvöltő (Pyrrhula erythrocephala)
- fehérszárnyú süvöltő (Pyrrhula leucogenis)
- azori süvöltő (Pyrrhula murina)
- pikkelyesfejű süvöltő (Pyrrhula nipalensis)
- süvöltő (Pyrrhula pyrrhula)